# Pellegrino Tibaldi

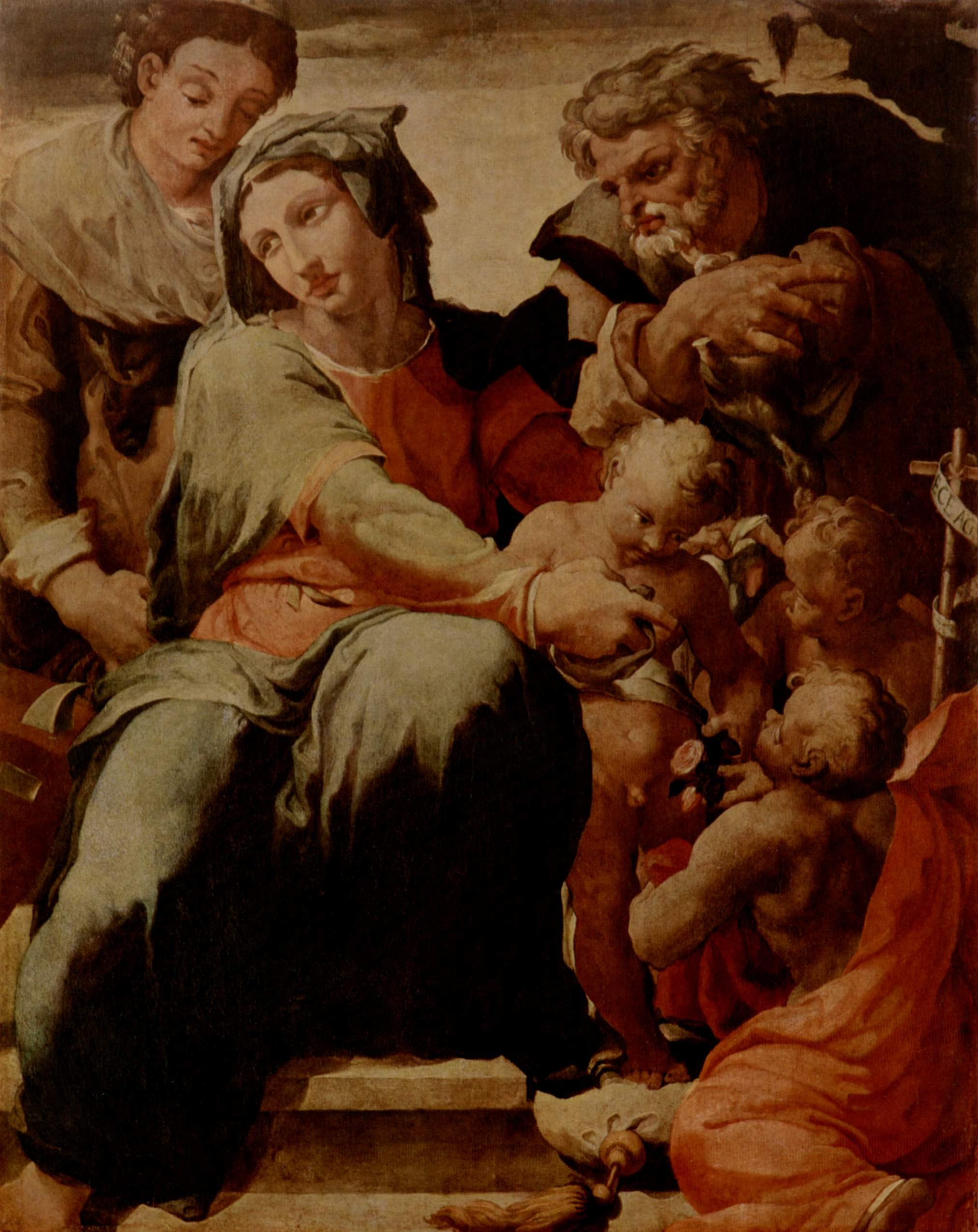
Heilige Familie

Pellegrino Tibaldi (* 1527 oder 1532 in Puria (heute zu Valsolda); † 1592 oder 27. Mai 1596 in Mailand), eigentlich Pellegrino di Tibaldo de’ Pellegrini war ein italienischer Maler und Architekt.

## Biographie
Pellegrino Tibaldi war ein Sohn des Tibaldo Tibaldi de’ Pellegrini, Baumeister und Architekt in Bologna. Als 1547 Tibaldi nach Rom ging, um die Werke Michelangelos zu studieren, wurde anschließend die Architektur ein weiterer Schwerpunkt in seinem künstlerischen Schaffen. Später beauftragte ihn Kardinal Giovanni Poggi seinen Palast in Bologna auszuschmücken. Tibaldi tat dies mit einem Zyklus von Bildern, welche die Abenteuer von Odysseus illustrierten. Die Figuren dieser Fresken sind stark von denen Michelangelos in der Sixtinischen Kapelle im Vatikan beeinflusst und stellen Meisterwerke der perspektivischen Verkürzung dar.
Durch seine Malereien in der Poggi-Kapelle der Bologneser Kirche San Giacomo Maggiore der Augustiner-Eremiten erwarb er sich den Ehrennamen Michelangelo riformato. Im Börsensaal zu Ancona malte er den die Ungeheuer zähmenden Herakles, inzwischen aber auch zarte und anmutige Bilder in Öl, meist figurenreich, lebhaft koloriert und mit Architektur verziert. 1562 wurde Tibaldi vom Kardinal Carlo Borromeo nach Pavia berufen, um den Plan zum Collegio Borromeo zu entwerfen. In Mailand restaurierte er den erzbischöflichen Palast, und nach Vollendung des Baues der Kirche des heil. Fidelis daselbst wurde er 1570 erster Architekt des Doms und modernisierte als solcher besonders das Innere desselben.
1586 wurde er von Philipp II. nach Madrid berufen, um den Plan zum Escorial zu entwerfen, in welchem er auch das Deckenbild der Bibliothek malte. Zum Marchese von Valsolda ernannt, kehrte der Künstler nach neun Jahren nach Mailand zurück. Dort starb er dann im Alter zwischen 60 und 70 Jahren.
Sein Bruder Domenico (1541–1583) erwarb sich ebenfalls als Architekt und Maler einen Namen.

## Bilder

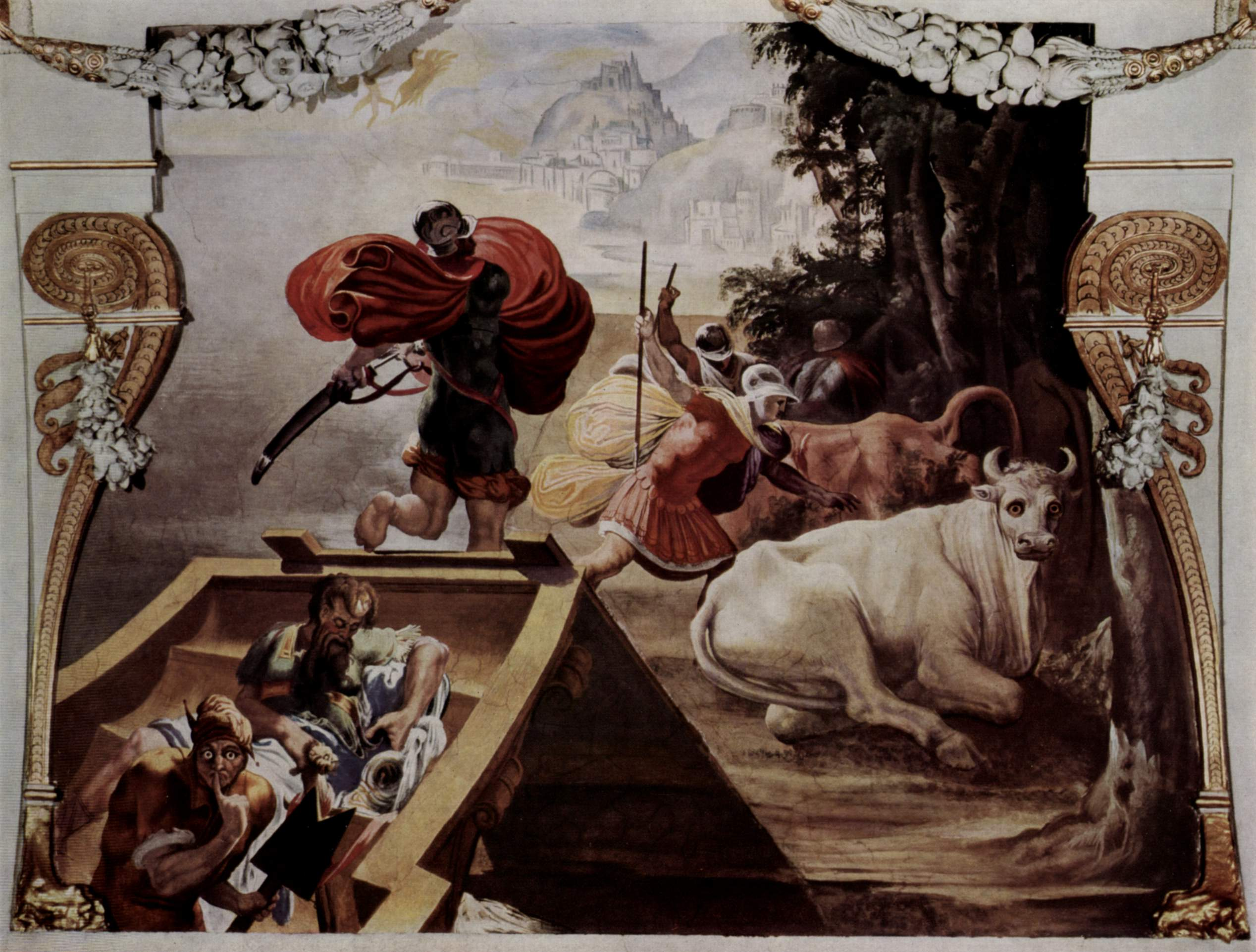
Die Gefährten des Odysseus rauben die Rinder des Helios
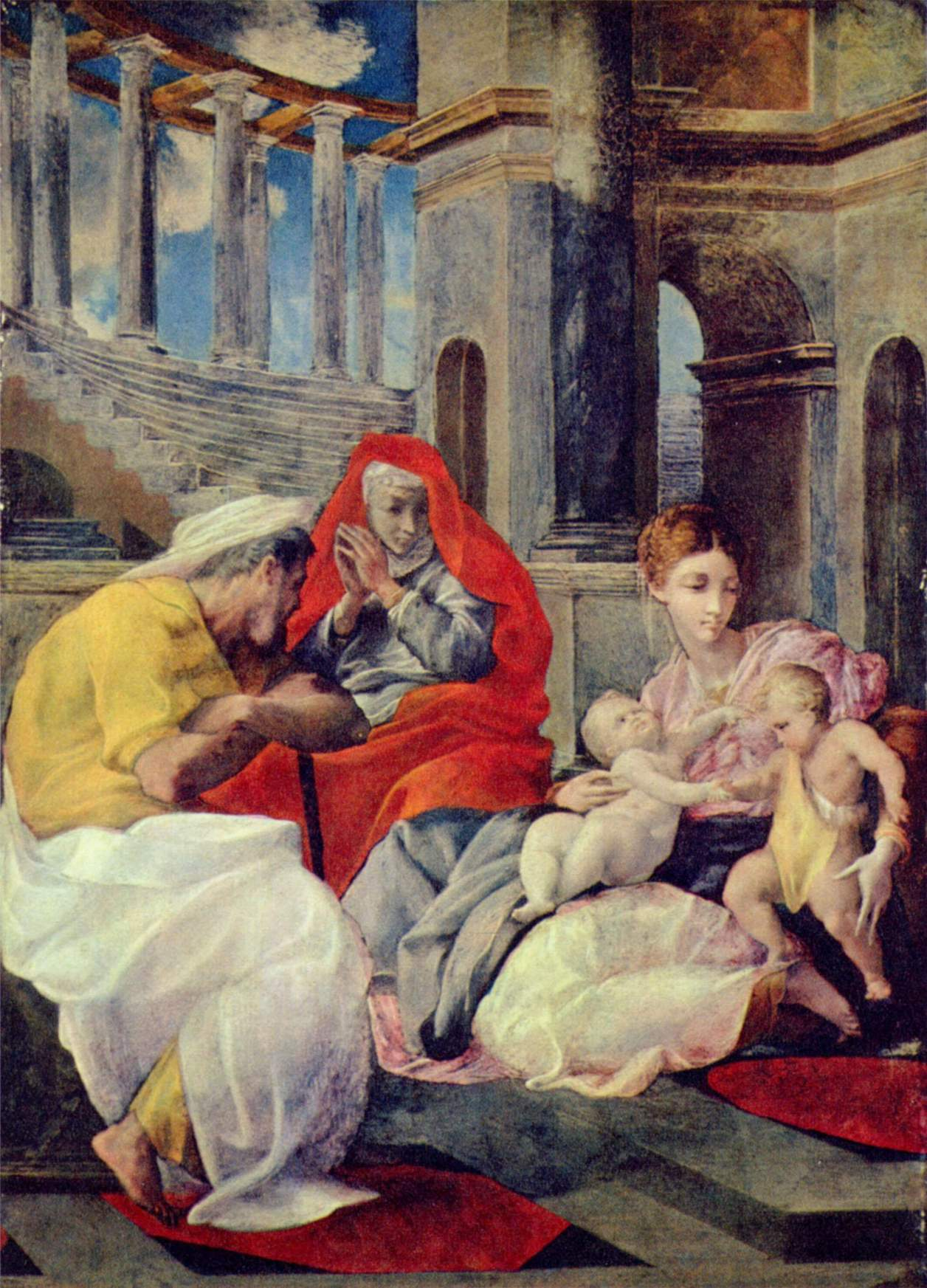
Heilige Familie und die Hl. Elisabeth
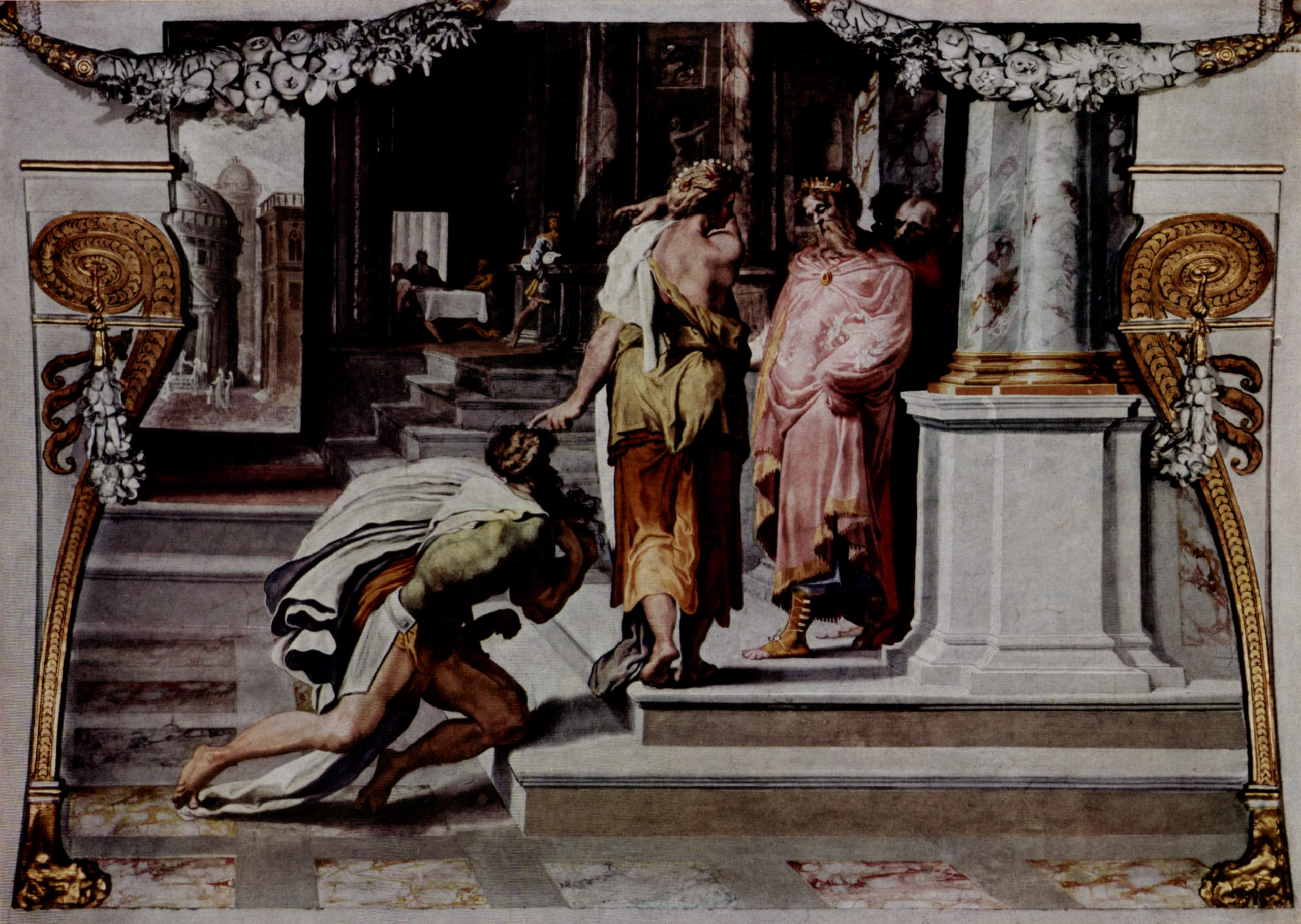
Odysseus und die Tochter des Kadmos
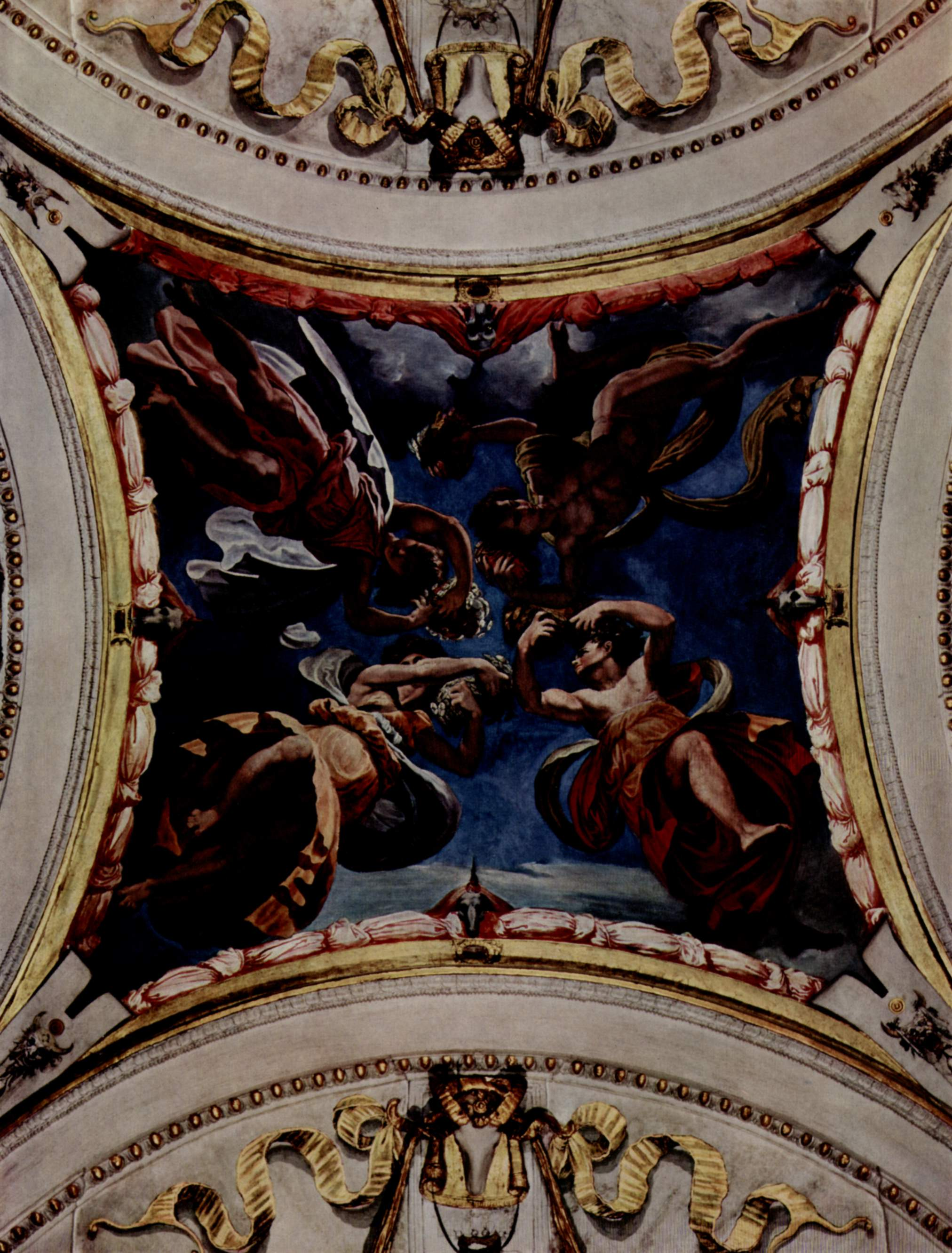
Tanzende Genien